# Уезды Харьковской губернии
Уезды Харьковской губернии — исторические административно-территориальные структурные единицы, составляющие Харьковскую губернию.
В свою очередь, разделялись на более мелкие единицы, именуемые волостями.

## Список уездов

### Ахтырский уезд
Уездный город — Ахтырка.

#### Перечень волостей
| - Ахтырская — с. Ахтырка - Боромлянская — с. Боромля - Бельчанская — с. Белка - Дерновская — д. Дерновая | - Жигайловская — д. Жигайловка - Кириковская — д. Кириковка - Котелевская — д. Котельва - Краснопольская — сл. Краснополье | - Ряснянская — с. Рясное - Тростянецкая — с. Тростянец - Хухрянская — с. Хухря |

### Богодуховский уезд
Уездный город — Богодухов.

#### Перечень волостей
| - Богодуховская — г. Богодухов - Большеписаревская — с. Большая Писаревка - Вольновская — сл. Вольное - Колонтаевская — с. Колонтаев - Константиновская — с. Константиновка - Краснокутская — с. Краснокутск | - Купьевахская — с. Купьеваха - Лютовская — с. Лютовка - Мурафовская — с. Мурафа - Новорябиновская — с. Новое Рябино - Пархомовская — с. Пархомовка - Полковоникитовская — с. Полково-Никитовка | - Рандовская — с. Рандова - Рублёвская — с. Рублёвка - Сеннянская — с. Сенное - Тарасовская — с. Тарасовка - Хрущёво-Никитовская — с. Хрущёво-Никитовка |

### Валковский уезд
Уездный город — Валки.

#### Перечень волостей
| - Алексеевская — c. Алексеевка - Валковская — г. Валки - Гряковская — д. Гряковская - Знаменская — с. Знаменское - Караванская — с. Караванское - Коломакская — сл. Коломак | - Люботинская — сл. Люботин - Минковская — сл. Минковка - Никольско-Камышевахская — сельцо Никольское - Нововодолажская — сл. Водолага - Новосёловская — с. Новое - Огульчанская — с. Огульцы | - Перекопская — сл. Перекоп - Снежковская — сл. Снежков - Староводолажская — с. Старая Водолага - Старомерчанская — сл. Мерчик |

### Волчанский уезд
Уездный город — Волчанск.

#### Перечень волостей
| - Белоколодезская — сл. Белый Колодезь - Великобурлуцкая — сл. Великий Бурлук - Волоховская — сл. Волоховка - Волчанская — г. Волчанск - Графско-Сельская — с. Графское | - Козинская — сл. Козинка - Николаевская 1-я — сл. Николаевка 1-я - Николаевская 2-я — сл. Николаевка 2-я - Новобелгородская — сл. Ново-Белгород - Новобурлуцкая — с. Бурлуцкое | - Ольховатская — сл. Ольховатка - Старосалтовская — сл. Старо-Салтов - Хотомлянская — сл. Хотомля - Шиповатская — сл. Шиповатое |

### Змиевской уезд
Уездный город — Змиёв.

#### Перечень волостей
| - Алексеевская — сл. Алексеевская - Берецкая — сл. Верхняя Берека - Борчанская — сл. Борки - Бурлуцкая — д. Мостовая - Введенская — с. Введенское - Волохоярская — с. Волохов Яр - Гуляйпольская — с. Гуляйполе - Замостянская — с. Замостье - Зароженская — с. Зарожное | - Змиевская — г. Змиев - Коробчанская — с. Коробочкино - Лебяженская — с. Лебяжье - Лиманская — сл. Лиман - Нижне-Орельская — с. Нижняя Орель - Николаевская — д. Ново-Николаевка - Ново-Андреевская — сл. Ново-Андреевка - Ново-Борисоглебская — с. Ново-Борисоглебск - Ново-Серпуховская — с. Ново-Серпухов | - Отрадовская — с. Отрада - Охочанская — с. Охочая - Попельнянская — с. Чернокаменка - Преображенская — с. Преображенское - Тарановская — сл. Тарановка - Чугуевская — заштатный город Чугуев - Шебелинская — сл. Шебелинка |

### Изюмский уезд
Уездный город — Изюм.

#### Перечень волостей
| - Александровская — с. Александровка - Алисовская — с. Алисовка - Барабашевская — с. Барабашевка - Барвенковская — сл. Барвенкова (1862) - Богородичанская — с. Богородичное - Богуславская — сл. Богуславская - Бугаевская — сл. Бугаевка - Великокамышевская — сл. Великая Камышеваха - Второбелянская — сл. Беленькая - Гавриловская — с. Гавриловка - Гусаровская — сл. Гусаровка | - Даниловская — сл. Даниловка - Должанская — сл. Долгенькое (1862) - Знаменская — с. Знаменское - Золотоколодяжская — с. Золотой Колодезь - Изюмская — г. Изюм (1862) - Курульская — с. Курулька - Крючковская — сл. Крючки (1862) - Кунянская — с. Кунье - Мечебиловская — сл. Мечебиловка - Михайловская — с. Михайловка - Некременская — с. Некременное | - Никольская — с. Никольское - Новопавловская — д. Васильевка - Новоселовская — сл. Новосёловка - Первобелянская — с. Белянское - Петровская — сл. Петровская - Поповская — сл. Поповка - Прелестенская — с. Прелестное - Рай-Александровская — с. Рай-Александровка (1862) - Савинская — сл. Савинцы (1862) - Селимовская — с. Селимовка - Славянская — заштатный город Славянск (1862) | - Стратилатовская — сл. Стратилатовка - Студенецкая — сл. Студенок - Цареборисовская — сл. Цареборисовка (1862) - Чепельская — с. Чепель - Черкасская — д. Черкасская (1862) - Шандриголовская — сл. Шандриголова (1862) - Щуровская — с. Щурово - Ямпольская — сл. Ямполь - Грушевахская (1862) - Яснопольская (1862) |

### Купянский уезд
Уездный город — Купянск.

#### Перечень волостей
- Гороховатская — cл. Гороховатка
- Гусинская — cл. Гусинка
- Двуреченская — cл. Двуречная
- Кабанская — cл. Кабаны
- Каменская — cл. Каменка
- Колодезянская — cл. Ново-Колодезное
- Купянская — г. Купянск
- Нижнедуванская — cл. Нижняя Дуванка
- Новокатеринославская — cл. Ново-Екатеринослав
- Новоглуховская — cл. Ново-Глухов
- Ольшанская — cл. Ольшаная
- Песчанская — cл. Радьковские Пески
- Петропавловская — cл. Петропавловка
- Покровская — cл. Покровск
- Сеньковская — cл. Сенькова
- Староверовская — cл. Староверовка
- Тарасовская — cл. Тарасовка
- Терновская — cл. Терны

### Лебединский уезд
Уездный город — Лебедин.

#### Перечень волостей
- Алешанская — сл. Алешня
- Аннинская — сл. Аннина
- Бобрикская — сл. Бобрик
- Бобровская — с. Боброво
- Боровеньская — с. Боровенька
- Буймерская — с. Буймер
- Бежевская — сл. Бежевка
- Василевская — сл. Василевка
- Великоисторопская — с. Великий Истороп
- Верхосульская — с. Верхосулка
- Ворожбянская — сл. Сумская Ворожба
- Должичанская — сл. Должик
- Лебединская — г. Лебедин
- Марковская — сл. Марковка
- Мартыновская — с. Мартыновка
- Межиричская — сл. Межирич
- Михайловская — с. Михайловка
- Недригайловская — заштатный город Недригайлов
- Ольшанская — сл. Ольшана
- Павленковская — сл. Павленкова
- Рябушкинская — сл. Рябушка
- Терновская — сл. Терны
- Толстянская — с. Толстое
- Тучнянская — с. Тучное
- Червленовская — сл. Червленое
- Чупаховская — с. Чупаховка
- Штеповская — с. Штеповка
- Ясеневская — с. Ясеневое

### Старобельский уезд
Уездный город — Старобельск.

#### Перечень волостей
- Александровская — сл. Александровка
- Александропольская — сл. Александрополь
- Алексеевская — сл. Алексеевка
- Бараниковская — сл. Бараниковка
- Большечерниговская — сл. Большечерниговка
- Боровеньская — сл. Боровеньское
- Боровская — с. Боровское
- Беловодская — сл. Беловодск
- Белокуракинская — сл. Белокуракино
- Белолуцкая — сл. Белолуцк
- Варваровская — сл. Варваровка
- Верхнепокровская — сл. Верхнепокровка
- Воеводская — сл. Воеводск
- Городищенская — сл. Городище
- Евсугская — сл. Евсуг
- Закотнянская — сл. Закотная
- Зориковская — сл. Зориковская
- Каменская — сл. Каменка
- Колядовская — сл. Колядовка
- Кризская — сл. Кризская
- Курячевская — сл. Курячевка
- Литвиновская — сл. Литвиновка
- Марковская — сл. Марковка
- Мостовская — сл. Мостки
- Муратовская — сл. Муратова
- Никольская — сл. Никольское
- Новоайдарская — сл. Новый Айдар
- Новоастраханская — сл. Новоастрахань
- Новоборовская — сл. Новая Боровая
- Новобелинская — сл. Новобелинка
- Новороссошанская — сл. Новый Россошь
- Осиновская — сл. Осинова
- Павловская — сл. Павловка
- Пантюховская — сл. Пантюхина
- Петропавловская — сл. Петропавловка
- Песчанская — сл. Пески
- Просянская — сл. Просяная
- Смольяниновская — сл. Смольянинова
- Староайдарская — сл. Старый Айдар
- Старобельская — г. Старобельск
- Стрельцовская — сл. Стрельцовка
- Танюшевская — сл. Танюшевка
- Тимоновская — сл. Тимонова
- Трехизбенская — сл. Трехизбенская
- Шаровская — сл. Шарова
- Штормовская — с. Штормово
- Шульгинская — сл. Шульгинка

### Сумский уезд
Уездный город — Сумы.

#### Перечень волостей
- Беловодская — с. Беловоды
- Белопольская — заштатный город Белополье
- Велико-Бобрицкая — с. Великий Бобрик
- Верхне-Сыроватская — сл. Верхняя Сыроватка
- Вировская — с. Виры
- Ворожбянская — сл. Ворожба
- Куяновская — с. Куяновка
- Нижне-Сыроватская — сл. Нижняя Сыроватка
- Николаевская — с. Николаевка
- Павловская — с. Павловка
- Писаревская — с. Писаревка
- Прорубская — сл. Прорубь
- Речанская — сл. Речки
- Степановская — с. Степановка
- Стецковская — сл. Стецковка
- Сумская — г. Сумы
- Терешковская — сл. Терешковка
- Ульяновская — с. Ульяновка
- Хотенская — с. Хотень
- Чернетчинская — сл. Большая Чернетчина
- Юнаковская — с. Юнаковка
- Ястребенская — с. Ястребенное

### Харьковский уезд
Уездный город — Харьков.

#### Перечень волостей
- Алексеевская — с. Алексеевка
- Бабаевская — с. Бабай
- Безлюдовская — сл. Безлюдовка
- Большеданиловская — сл. Большая Даниловка
- Вертеевская — с. Вертеевка
- Веселовская — с. Веселое
- Дементеевская — сл. Дементеевка
- Деркачевская — сл. Деркачи
- Должанская — сл. Должик
- Жихорская — с. Жихор
- Золочевская — заштатный город Золочев
- Карасевская — с. Карасёвка
- Коротичанская — с. Коротич
- Липецкая — сл. Липцы
- Мерефянская — сл. Мерефа
- Непокрытянская — с. Непокрытое
- Одноробовская — с. Одноробовка
- Ольшанская — сл. Ольшанка
- Основянская — с. Основа
- Пересечанская — сл. Пересечное
- Роганская — с. Рогань
- Рогозянская — с. Рогозянка
- Удянская — с. Уды
- Харьковская — г. Харьков
- Циркуновская — с. Циркуны